# Чавес, Эдуардо (футболист)
Эдуардо Чавес Эрнандес (исп. Eduardo Chávez Hernández; 25 января 1987 года, Лос-Рейес) — мексиканский футболист, играющий на позиции защитника.

## Клубная карьера
Эдуардо Чавес начинал свою карьеру футболиста в мексиканском клубе «Чьяпас». 3 ноября 2007 года он дебютировал в мексиканской Примере, выйдя на замену в домашнем матче с «Пачукой». В первой половине 2011 года Чавес выступал за «Атланте B» на правах аренды, а с середины 2011 по конец 2012 года за команду лиги Ассенсо МХ «Торос Неса». Сезон 2013/14 он отыграл за «Алебрихес де Оахака», 2014/15 — за «Альтамиру», 2015/16 — «Коррекаминос». Все эти команды в соответствующие периоды входили в лигу Ассенсо МХ.
С середины 2016 года Эдуардо Чавес представляет клуб мексиканской Примеры «Монаркас Морелия».

## Достижения
«Алебрихес де Оахака»
- Финалист Кубка Мексики (1): Кл. 2014

 «Монаркас Морелия»
- Финалист Кубка Мексики (1): Кл. 2017